# Japan op de Olympische Zomerspelen 1912

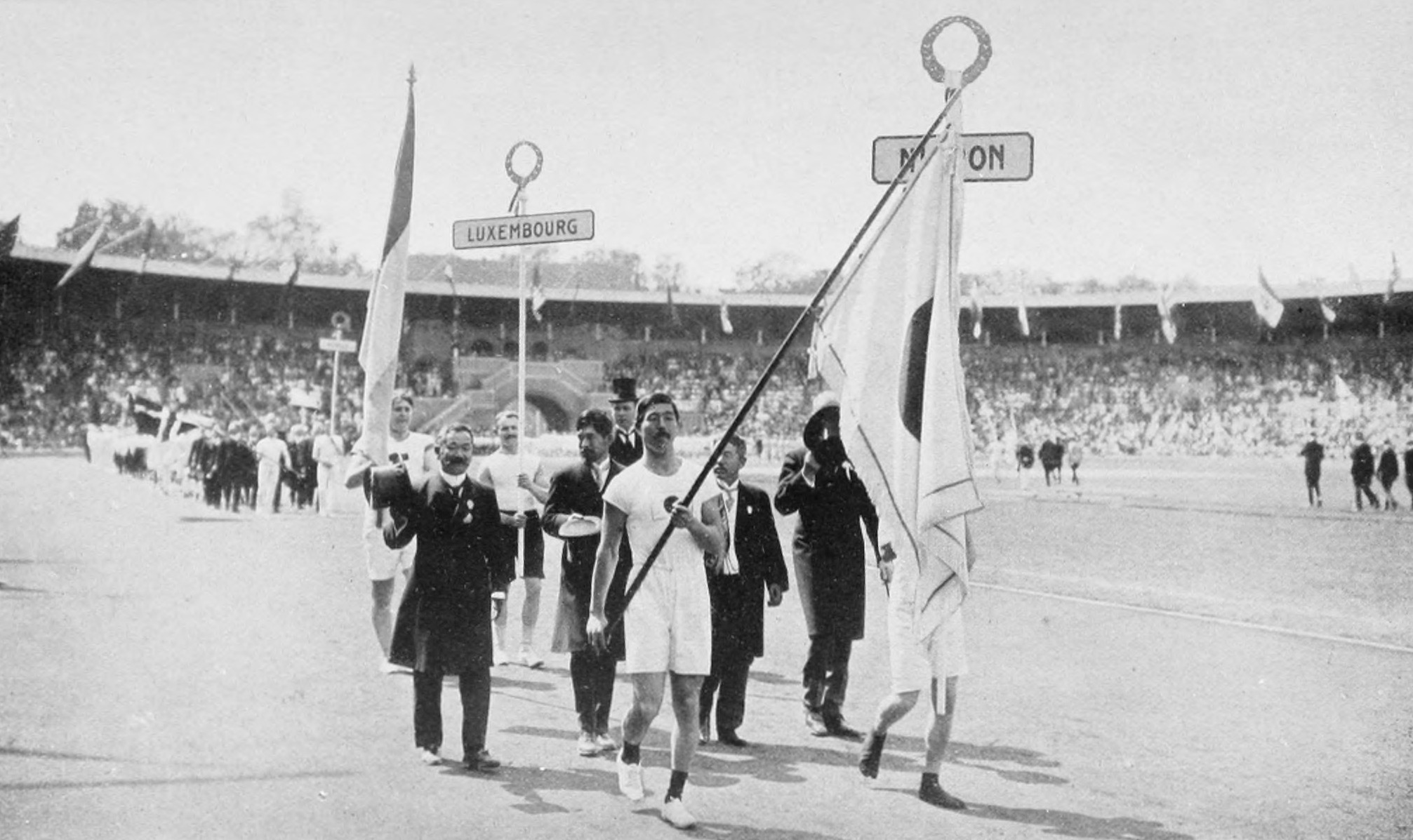
De Japanse delegatie bij de openingsceremonie

Japan debuteerde op de Spelen tijdens de Olympische Zomerspelen 1912 in Stockholm, Zweden. De Japanse delegatie bestond uit twee mannelijke atleten, zij behaalden geen medailles.  

## Deelnemers en resultaten

### Atletiek
| Olympiër        | Onderdeel | Resultaat | Prestatie                                         |
| --------------- | --------- | --------- | ------------------------------------------------- |
| Yahiko Mishima  | 100m (m)  | series    | serie 16: 4de                                     |
| Yahiko Mishima  | 200m (m)  | series    | serie 13: 5de                                     |
| Yahiko Mishima  | 400m (m)  | DNF       | serie 4: 2de in 55,5 halve finale 4: niet gestart |
| Shisou Kanaguri | 100m (m)  | DNF       | niet gefinisht                                    |

Over de marathon loper Shisou Kanaguri is in 2020 een boek verschenen, bij de uitgeverij Signatuur, geschreven door Franco Faggiani getiteld "Het jaar dat Shizo Kanakuri verdween" over het leven van de atleet en zijn plotselinge verdwijning nadat hij door uitputting de marathon niet kon uitlopen.
Australazië · België · Bohemen · Canada · Chili · Denemarken · Duitsland · Egypte · Finland · Frankrijk · Griekenland · Groot-Brittannië · Hongarije · IJsland · Italië · Japan · Luxemburg · Nederland · Noorwegen · Oostenrijk · Portugal · Rusland · Servië · Turkije · Verenigde Staten · Zuid-Afrika · Zweden · Zwitserland